# Valladolid-La Esperanza
Valladolid-La Esperanza (hiszp: Estación de Valladolid-La Esperanza) – nieczynna stacja kolejowa w Valladolid, w prowincji Valladolid, we wspólnocie autonomicznej Kastylia-León, w Hiszpanii. Została otwarta przez Compañía de los Ferrocarriles de Madrid a Zaragoza y Alicante w 1895. Stacja została zamknięta w 1985.